# Warren Township (comté de Franklin, Pennsylvanie)
Warren Township est un township situé au sud-ouest du comté de Franklin, en Pennsylvanie, aux États-Unis,. En 2010, il comptait une population de 369 habitants.

## Démographie
Lors du recensement de 2010, le township comptait une population de 369 habitants. Elle est estimée, en 2018, à 333 habitants.